# Chavnabada (volcan)
Pour les articles homonymes, voir Chavnabada.
Le Chavnabada (en géorgien : შავნაბადა) est une montagne et un volcan éteint s'élevant à 2 929 mètres d'altitude, au sud de la Géorgie. La montagne est un des plus hauts sommets de la chaîne d'Aboul-Samsari, une partie du Petit Caucase.